# Javor (Krkonoše)
Javor (německy Urlaskoppe) je hora v Černohorské rozsoše v Krkonoších, nacházející se 1,5 km jihovýchodně od Pece pod Sněžkou a 1,5 km jihozápadně od Velké Úpy, na severovýchodním výběžku Slatinné stráně. Zalesněno vzrostlým smrkovým lesem, bez výhledů.
Severní svahy Javoru prudce klesají do údolí Úpy a východní svahy klesají ještě prudčeji do Javořího dolu, místy se skalisky a sutí. Na severozápadním svahu leží Úpská Samota - malá louka s chalupou a lyžařským vlekem. Západní svah je velmi mírný a končí v mělkém sedle se Slatinnou strání, po jejímž severozápadním svahu vedou sjezdovky a stejnojmenné vleky Javor I a Javor II, součást lyžařského areálu Pec pod Sněžkou.

## Přístup
Javor leží ve III. zóně KRNAP a přístup tak není omezen. Nejjednodušší cesta vede z Pece pod Sněžkou po žlutě značené silničce směrem na Kolínskou boudu. Po 1,5 km dojde silnička do sedla se Slatinnou strání, odkud odbočuje doleva (na východ) lesácká cesta až na vrchol vrchol, vzdálený asi 250 m.